# Polská armáda

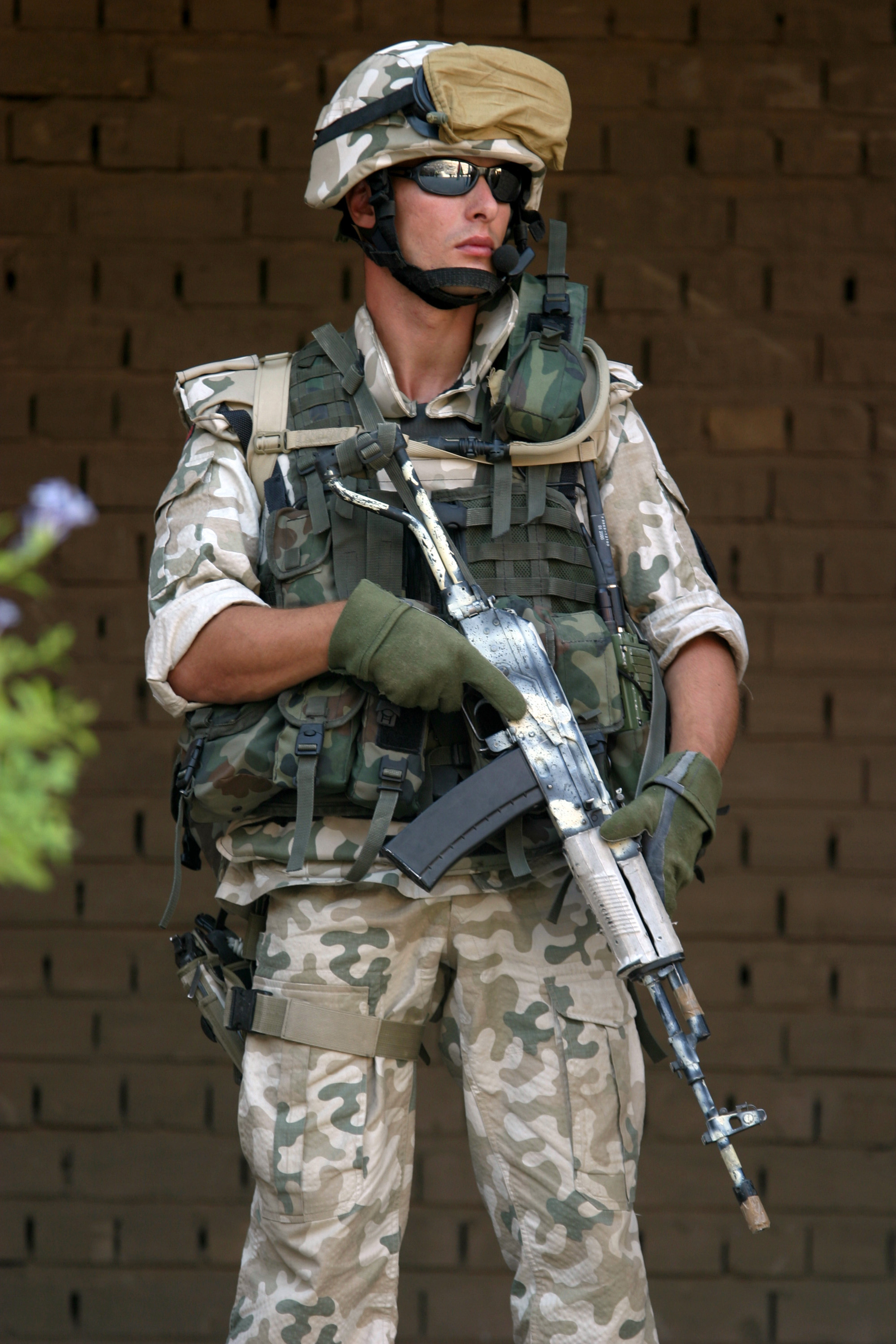
Polský voják v Iráku

Ozbrojené síly Polské republiky (polsky Siły Zbrojne Rzeczypospolitej Polskiej, zkratka SZ RP) je jméno ozbrojeného sboru Polska. Tento název se užívá od 1990. Neoficiální název je Wojsko Polskie. Od roku 1999 je polská armáda součástí spojeneckých sil NATO a v současnosti prochází rozsáhlým modernizačním programem.
Polská armáda se dělí na:
- pozemní vojsko (Wojska Lądowe RP)
- letectvo (Siły Powietrzne RP)
- vojenské námořnictvo (Marynarka Wojenna RP)
- speciální síly (Wojska Specjalne RP)
- národní rezervní síly (Narodowe Siły Rezerwowe)
- teritoriální obrana (Wojska Obrony Terytorialnej)

## Historie
Po obnovení nezávislosti v roce 1918 bylo započato s budováním nové armády. Vojáci a důstojníci byli vyškoleni v armádách několika zemí (Německo, Rusko, Rakousko-Uhersko; ve Francii byla tzv. Modrá armáda, které velel generál Józef Haller de Hallenburg). Mnoho polských pluků navazovalo na tradice pluků vytvořených za I Republiky v XVIII století, v době napoleonských válek (Polské legie, Varšavské knížectví) a v době kongresového Polska. Na formování polské armády měl velký vliv Józef Piłsudski, který byl náčelníkem štábu. Po získání nezávislosti byly důležitým tématem hranice nového státu, proto měla polská armáda významné postavení. V letech 1918–1921 proběhly boje s Německem (Velkopolské povstání), Československem (Těšínsko), Ukrajinci (Polsko-ukrajinská válka se ZUNR, boje s ULR), Litvou (v 1919 roce došlo k bojům v okolí Sejn a v roce 1920 vzájemné spory vyústily v obsazení Vilna, které provedl generál Lucjan Żeligowski) a Sovětským Svazem (Polsko-sovětská válka). Po Rusko-polské válce byl Sovětský svaz i nadále považován za hlavního nepřítele Polska. Polsko proto uzavřelo obrannou alianci s Rumunskem a Lotyšskem proti SSSR. Obrannou smlouvu mělo Polsko také s Francií a těsně před válkou uzavřelo alianci s Velkou Británií. Smlouvy o neútočení uzavřené v 30 letech s Německem a SSSR, ale nesplnily svou funkci a obě země smlouvy porušily.
V roce 1939 bylo Polsko přepadeno Německem – tím začala druhá světová válka. Poláci měli menší letectvo a méně tanků než Němci a jejich vojenská doktrína byla zaměřena na ofenzivní pojetí války a nasměrována hlavně na východ proti SSSR. K dalším problémům patřila nedokončená mobilizace (na žádost západních spojenců byla pozastavena několik dnů před německým útokem) nebo nedostatečná protivzdušná obrana proti příliš početné (Luftwaffe). Vrchním velitelem armády byl maršál Edward Rydz-Śmigły. 17. září 1939 na Polsko zaútočil SSSR s odůvodněním, že polský stát přestal existovat i když sovětská účast v napadení Polska byla s Německem předem domluvená (tajný dodatek k sovětsko-německému paktu Ribbentrop–Molotov ze srpna 1939). Dne 28. září se vzdala Varšava a poslední velké jednotky kapitulovaly 5. října 1939. Polsko, jako stát, před Německem ani Sovětským Svazem nekapitulovalo. Polská vláda opustila zemi a u svých spojenců začala organizovat nové vojenské jednotky složené z vojáků, kterým se podařilo z Polska evakuovat (část vojáků se dostala přes Rumunsko a Maďarsko do Francie).

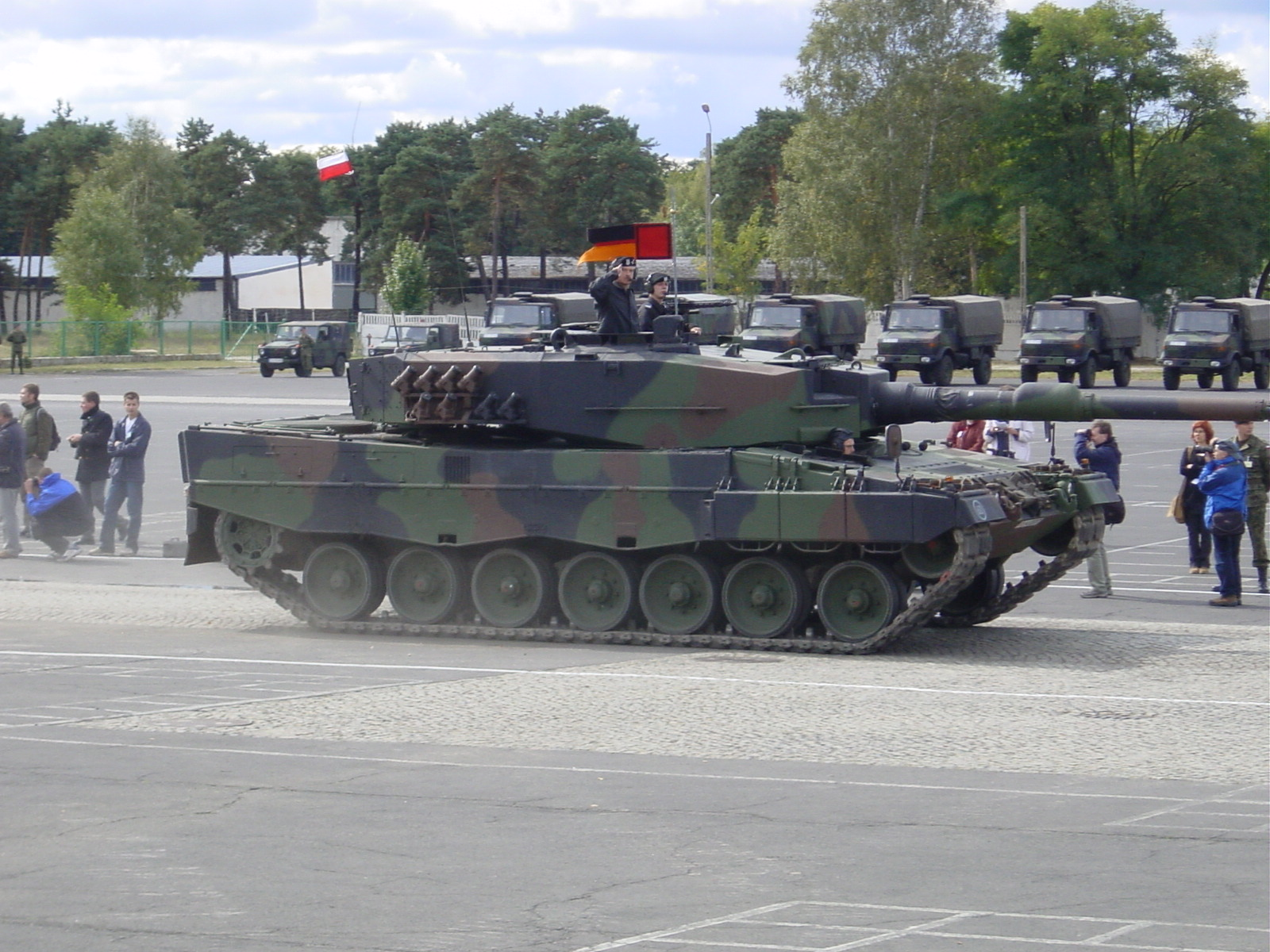
Leopard 2 A4

V exilu měl významné postavení generál Władysław Sikorski, který byl ministrem obrany a zároveň vrchním velitelem polské armády. V okupovaném Polsku fungovala partyzánská Zemská armáda (Armia Krajowa), která podléhala polské exilové vládě v Londýně. Po přepadení Norska nacistickým Německem v dubnu 1940, přišli na pomoc Norům, vedle Britů a Francouzů také polští vojáci. Polští vojáci aktivně zasáhli do bojů ve Francii (kolem 90 tis. vojáků). Po pádu Francie se části polských vojáků podařilo přesunout do Velké Británie (později tito vojáci bojovali v bitvě o Normandii a zasáhli do bojů v Belgii, Holandsku a v západním Německu) a jednotky tvořené ve francouzské Sýrii se evakuovaly do britské Palestiny (později se účastnily bojů v Tobruku).

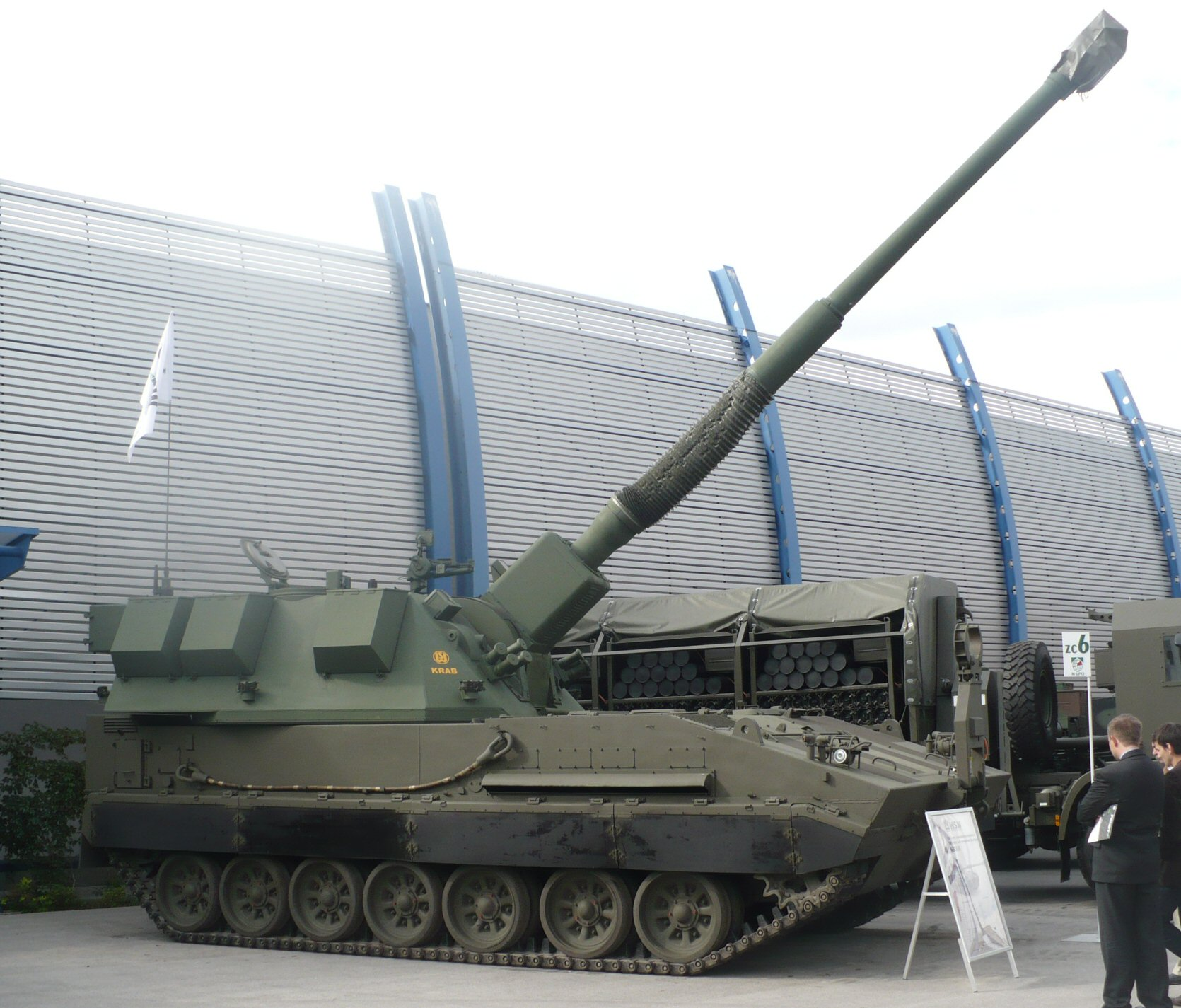
Samohybná houfnice Krab

Výraznou změnou pro Polsko bylo přepadení Sovětského svazu nacistickým Německem dne 22. června 1941. Stalin propustil polské občany držené na Sibiři (200 tis. - 400 tis.) a povolil generálovi Andersovi zorganizování polských jednotek v SSSR. V roce 1942 tyto jednotky z důvodů různých neshod opustily Sovětský Svaz a přesunuly se do Persie a dále pod britské velení na Blízký Východ (později Andersova armáda bojovala v Itálii). V Sovětském svazu bylo mnoho polských důstojníků internovaných po okupaci východních polských území a během tvoření Andersovy armády se je nedalo nikde najít protože v roce 1940 došlo k masakru v Katyni, při kterém členové NKVD povraždili asi 15 tisíc polských důstojníků. Když v roce 1943 zveřejnila německá armáda nálezy, sovětský režim je popřel. Polská exilová vláda požadovala vyšetřování, které vedlo k roztržce mezi Exilovou vládou v Londýně a Moskvou. Z Poláků, kteří nestihli opustit SSSR s Andersem, Stalin vytvořil novou polskou armádu, která se stala základem pro příští polskou lidovou armádu a účastnila se bojů s Německem v letech 1943–1945 (Lenino, Studzianky, Varšava, Pomořský val, Kolobřeh, Gdaňsk, Budyšín, Berlín).
V roce 1944 Stalin na území Polska, ze kterého vytlačil Němce vytvořil Polskou Lidovou Republiku. Armáda komunistického Polska byla až do roku 1956 zcela pod kontrolou SSSR. Sovětští důstojníci byli na mnoha klíčových místech polské armády a v samotném Polsku byly po celou dobu komunistické nadvlády rozmístěny sovětské jednotky a sovětské základny, které byly z Polska odstraněny až po roce 1989. V roce 1968 se polská lidová armáda zúčastnila sovětské intervence v Československu (spolu s ostatními komunistickými zeměmi). V sedmdesátých letech Polsko začalo posílat vojáky na mírové mise organizované OSN.
V roce 1989 byla zrušena Polská Lidová Republika a byla vyhlášena Polská Republika. Také polská lidová armáda byla přejmenována na polskou armádu (Siły Zbrojne Rzeczypospolitej Polskiej). V roce 1999 Polsko bylo přijato do NATO v jejímž rámci se zúčastnilo několika vojenských operací (Irák, Afghánistán).

## Účast v mírových misích

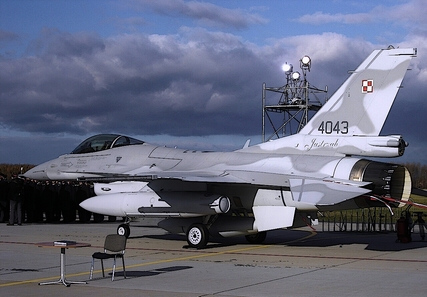
Víceúčelový letoun F-16

- Egypt – 1973–1979 (1000 vojáků – nejvyšší počet vojáků sloužících najednou)
- Sýrie – 1974–2009 (300 vojáků)
- Namibie – 1989–1990 (300 vojáků)
- Kambodža – 1992–1993 (700 vojáků)
- Libanon – 1992–2009 (600 vojáků)
- Bosna a Hercegovina – 1992–nadále (1200 vojáků)
- Haiti – 1994 (50 vojáků)
- Chorvatsko – 1995 (1200 vojáků)
- Kosovo – 1999–nadále (800 vojáků)
- Irák – 2003–2008 (2500 vojáků)
- Afghánistán – 2002–2021 (2600 vojáků)
- Demokratická republika Kongo – 2006 (136 vojáků)
- Čad – 2008–2010 (400 vojáků)

## Vybavení (2014)
- Tanky: T-72 (kolem 301/318 ks.), PT-91 Twardy (232 ks.), Leopard 2 (A4 – 124 ks., A5 – 105 ks., PL – 18/142)
- Bojová vozidla pěchoty: BMP-1 (1131 ks.), KTO Rosomak (kolem 800 ks. – objednáno 690+307 ks.)
- Obrněné transportéry: M113 (29 ks.), M577 (6 ks.), PTS-M (kolem 282 ks.)
- Průzkumná vozidla: BRDM-2 (237 ks.), BRM-1 (22 ks.), BPzV (16 ks.)
- Samohybná děla: 2S1 Gvozdika (362 ks.), ShKH vz. 77 (111 ks.), AHS Krab (72 ks. – 50 dalších je objednáno), RAK (82 ks. – 41 dalších je objednáno)
- Raketové systémy: WR-40 Langusta (75 ks.), RM-70 (29 ks.), BM-21 Grad (93 ks.), HMMWV se střelami Spike-LR (18 ks.), BRDM-2 se střelami 9M113 Konkurs (18), BRDM-2 se střelami 9P133 Maljutka-P (27 ks.), samohybné Naval Strike Missile (12 ks. – 48 raket)
- Terénní vozidla (ozbrojená): HMMWV (154 ks.), Skorpion-3 (kolem 80 ks.), M1240A1 (45 ks.)
- Samohybné protiletadlové systémy: Hibneryt, Zubr-P (66 ks. - 10 objednaných), ZSU-23-4 Biala (28 ks.), PZA Loara, 2K12 Kub (20 ks.), 9K33 Osa (64 ks.), 9K35 Strela-10
- Protiletadlové systémy (statické): S-200 Vega C (20 ks.), S-125 Neva (70 ks.)
- Vrtulníky: Mil Mi-8 (30), Mil Mi-17 (16), Mil Mi-2 (103), PZL W-3 Sokół (64 ks.), W3-PL Gluszec (4 ks.), Mil Mi-24 (D, W - 34 ks.), PZL SW-4 (24 ks.), Mil Mi-14 (10 ks.), Kaman SH-2G Super Seasprite (4 ks.), Sikorsky S-70i Black Hawk (4 ks.)
- Bojová letadla: F-16 (48 ks.), MiG-29 (31 ks.), Su-22 (16 ks.)
- Dopravní letadla: CASA C-295 (16 ks.), Lockheed C-130 Hercules (5 ks.), PZL M28 (38)
- Cvičná letadla: TS-11 Iskra (37 ks.), M-346 (8 + 4 objednané), PZL-130 (17 ks.)
- Válečné lodě: fregaty - Oliver Hazard Perry (ORP Gen. K. Pułaski, ORP Gen. T. Kościuszko), korvety - projekt 620 (ORP Kaszub), raketové lodě - Orkan (ORP Orkan, ORP Piorun, ORP Grom), hlídkové lodě (ORP Ślązak)
- Ponorky: Kobben (ORP Bielik, ORP Sokół, ORP Sęp), Kilo (ORP Orzeł)
- Minolovky: Kormoran II (ORP Kormoran, ORP Albatros, ORP Mewa), Mewa (ORP Czajka), Goplo (ORP Gopło), Gardno (Gardno, Bukowo, Dąbie, Jamno, Mielno, Wicko, Resko, Sarbsko, Necko, Nakło, Drużno, Hańcza), Mamry (Mamry, Wigry, Śniardwy, Wdzydze)
- Výsadkové lodě: Lublin (ORP Lublin, ORP Gniezno, ORP Kraków, ORP Poznań, ORP Toruń)
- Podpůrné lodě: ORP Kontradmirał Xawery Czernicki, ORP Bałtyk, ORP Nawigator, ORP Hydrograf

## Galerie

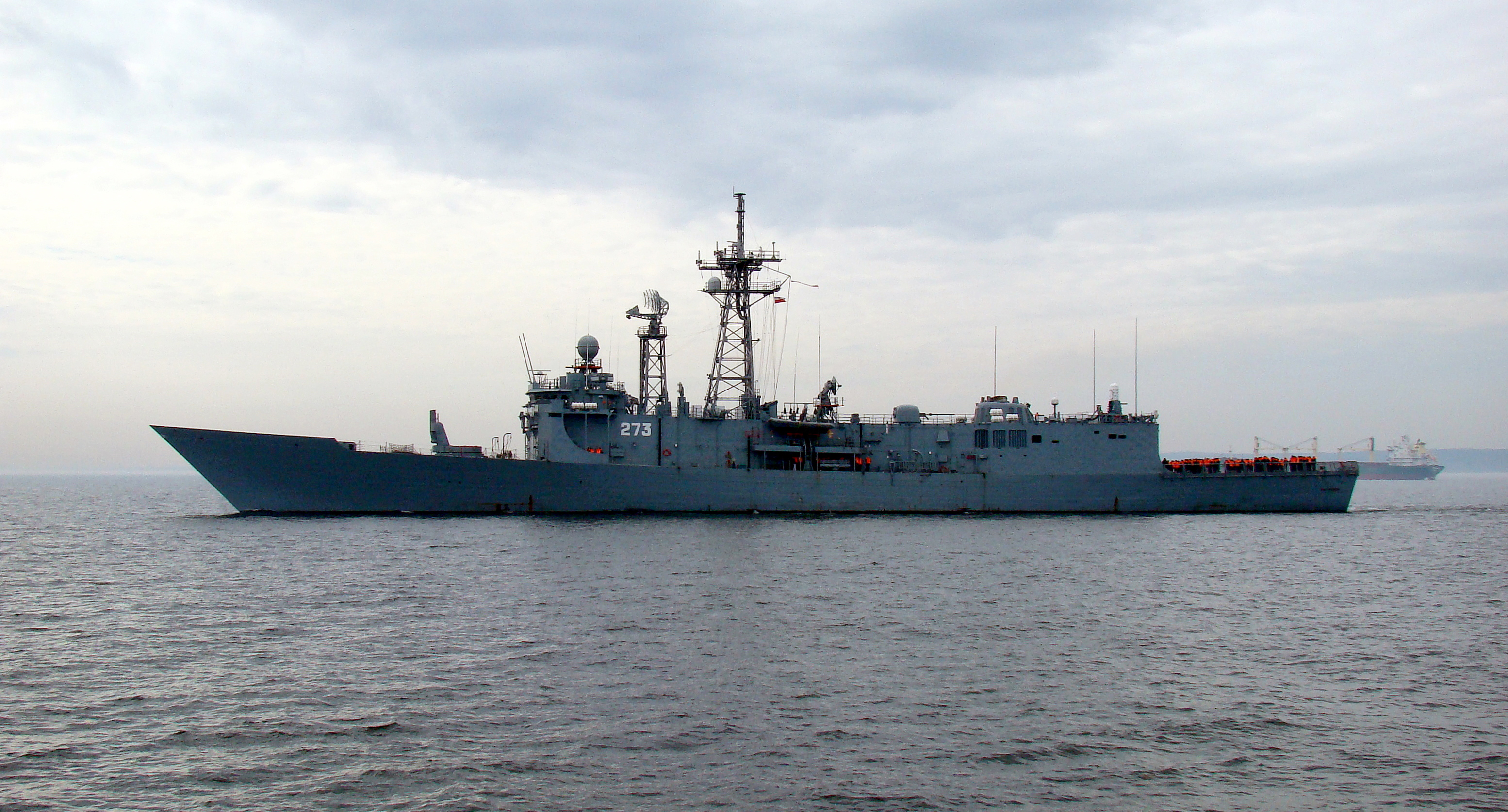
Americkou raketovou fregatu USS Clark třídy třídy Oliver Hazard Perry Polsko odkoupilo a přejmenovalo na ORP Generał Tadeusz Kościuszko
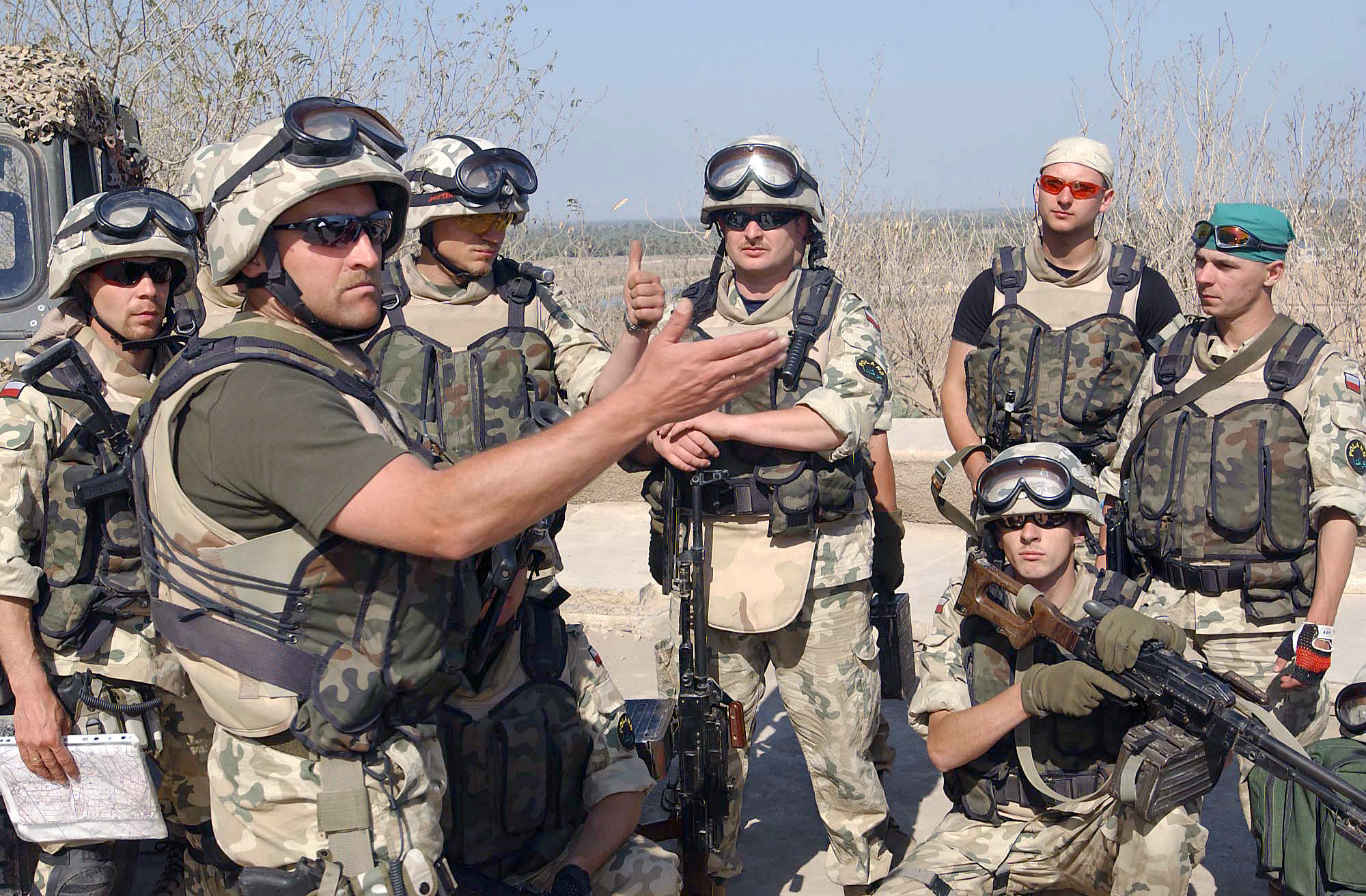
Skupina polských vojáků v Iráku
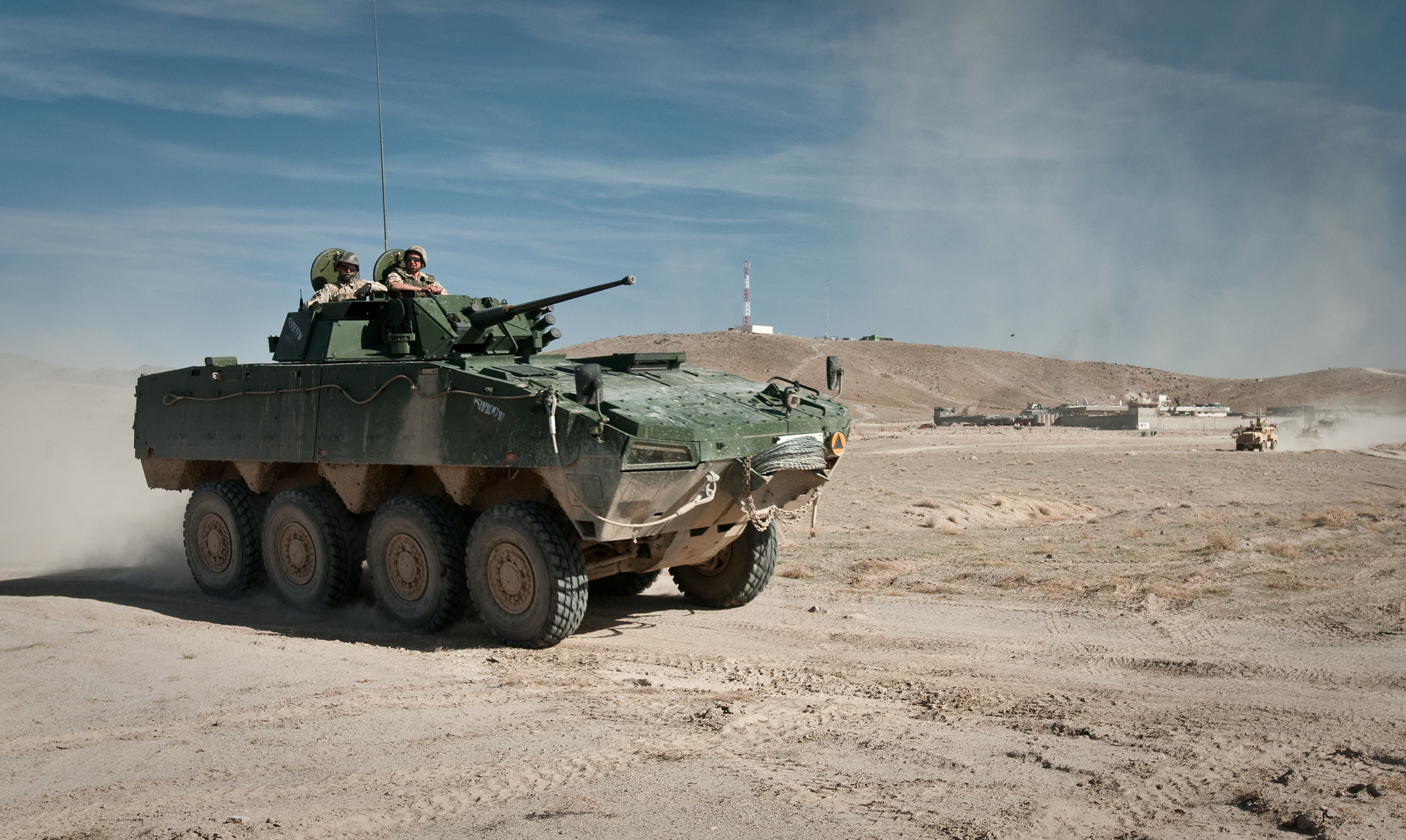
Polský obrněný vůz KTO Rosomak v Afghánistánu
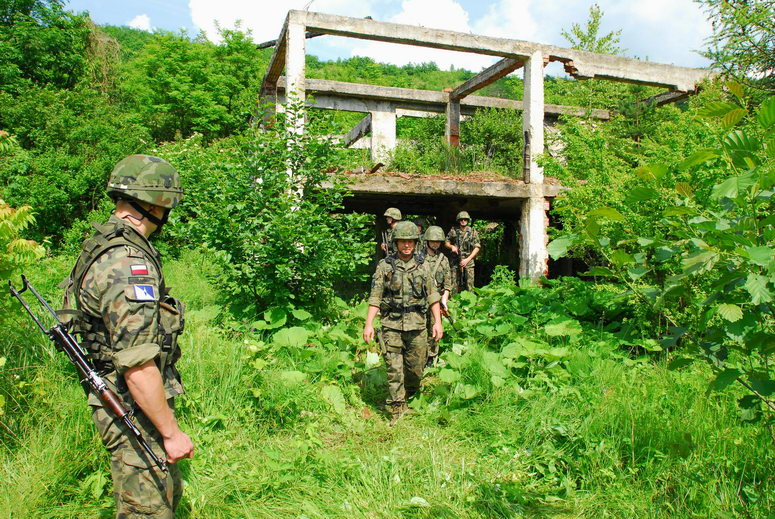
Polští vojáci v Bosně
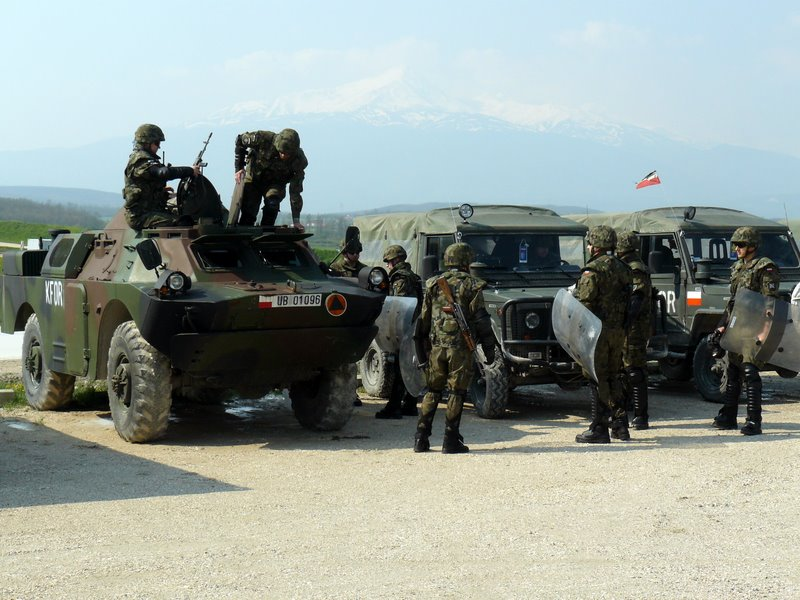
Polská mise v Kosovu
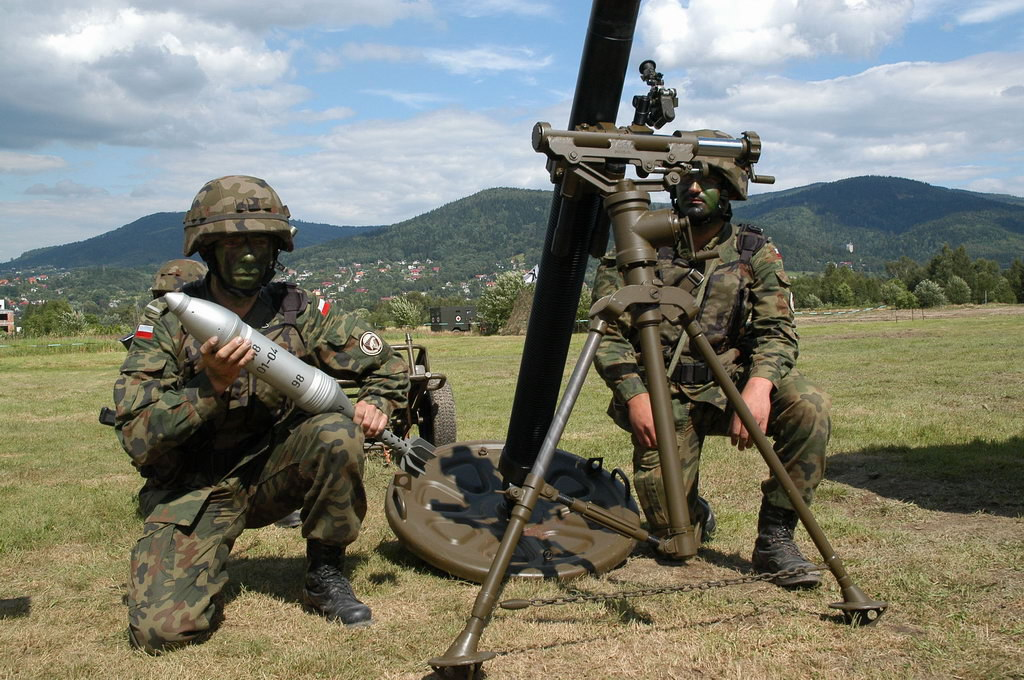
Obsluha 98mm minometu
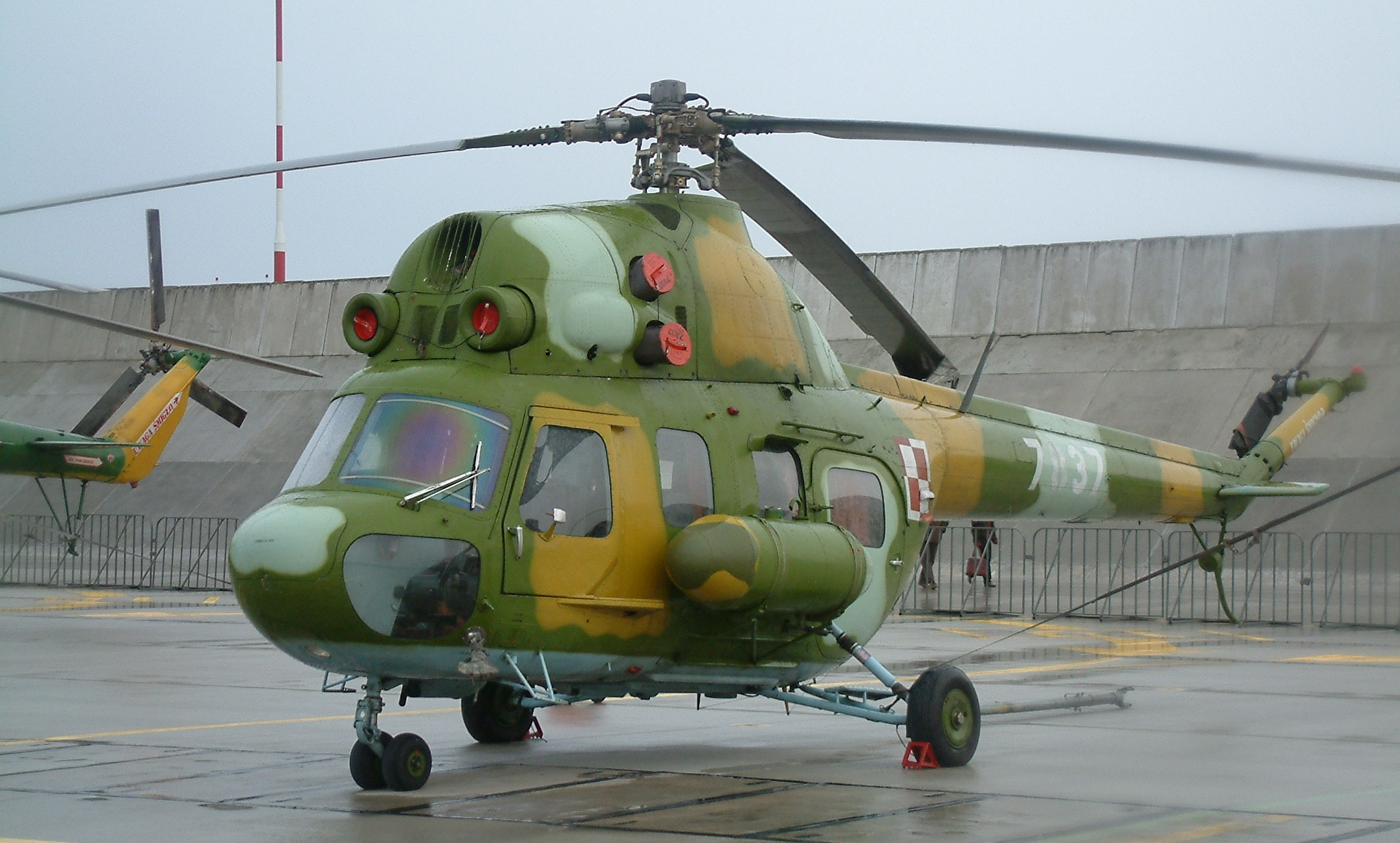
Vrtulník Mil Mi-2
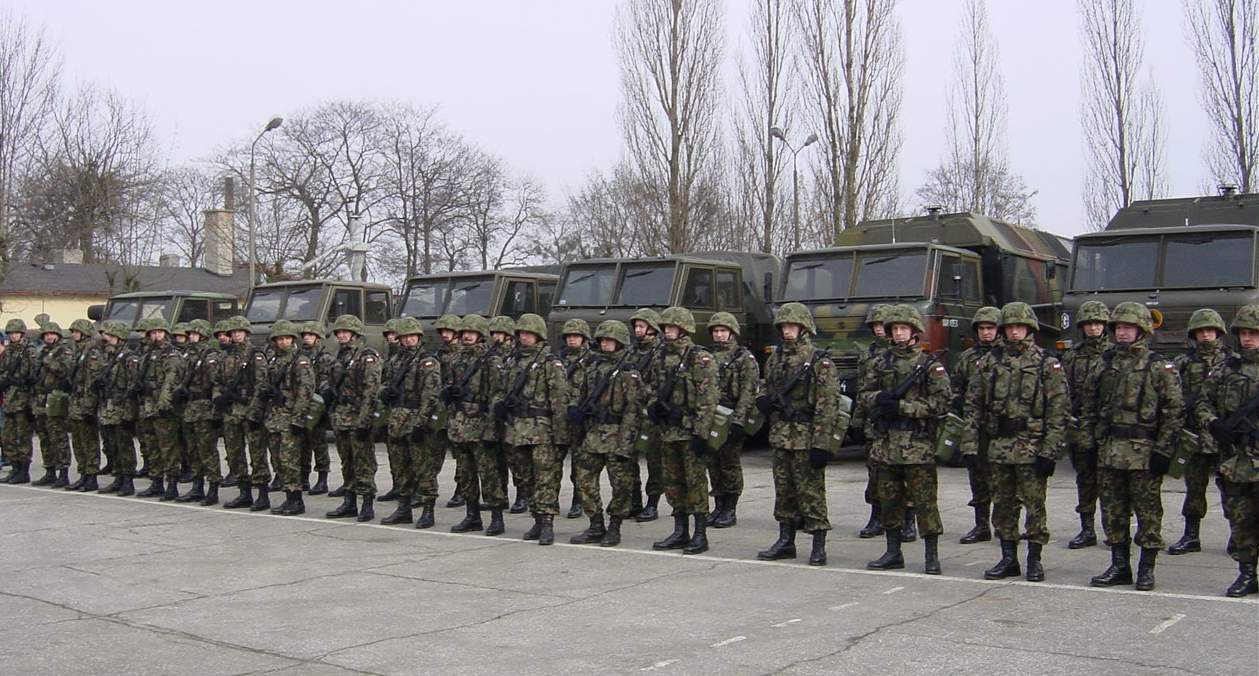
4 chemický pluk v Brodnici
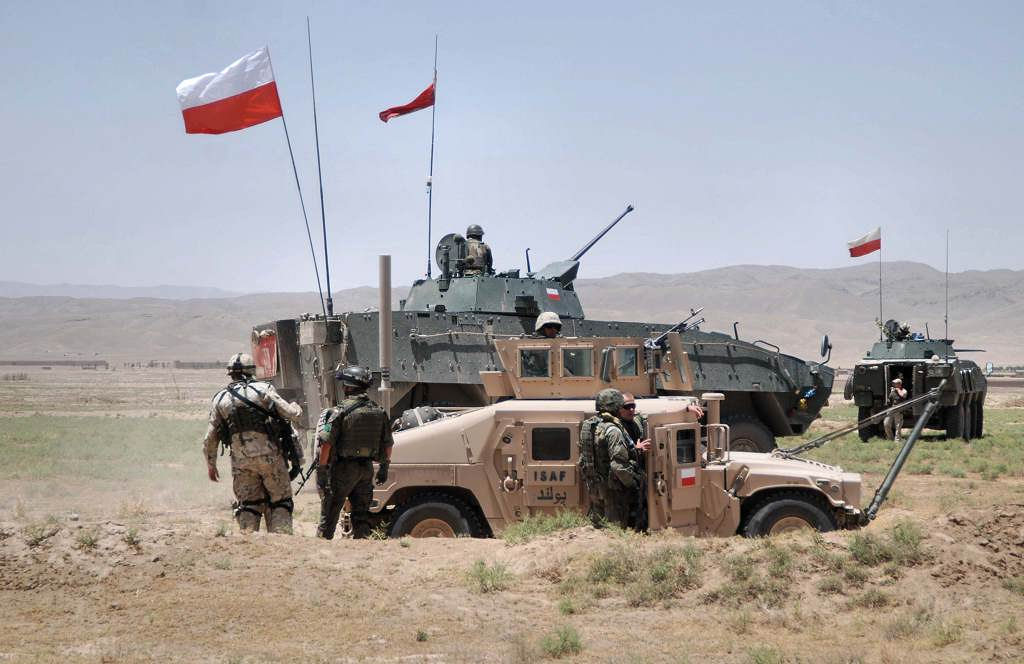
Polští vojáci v Afghánistánu
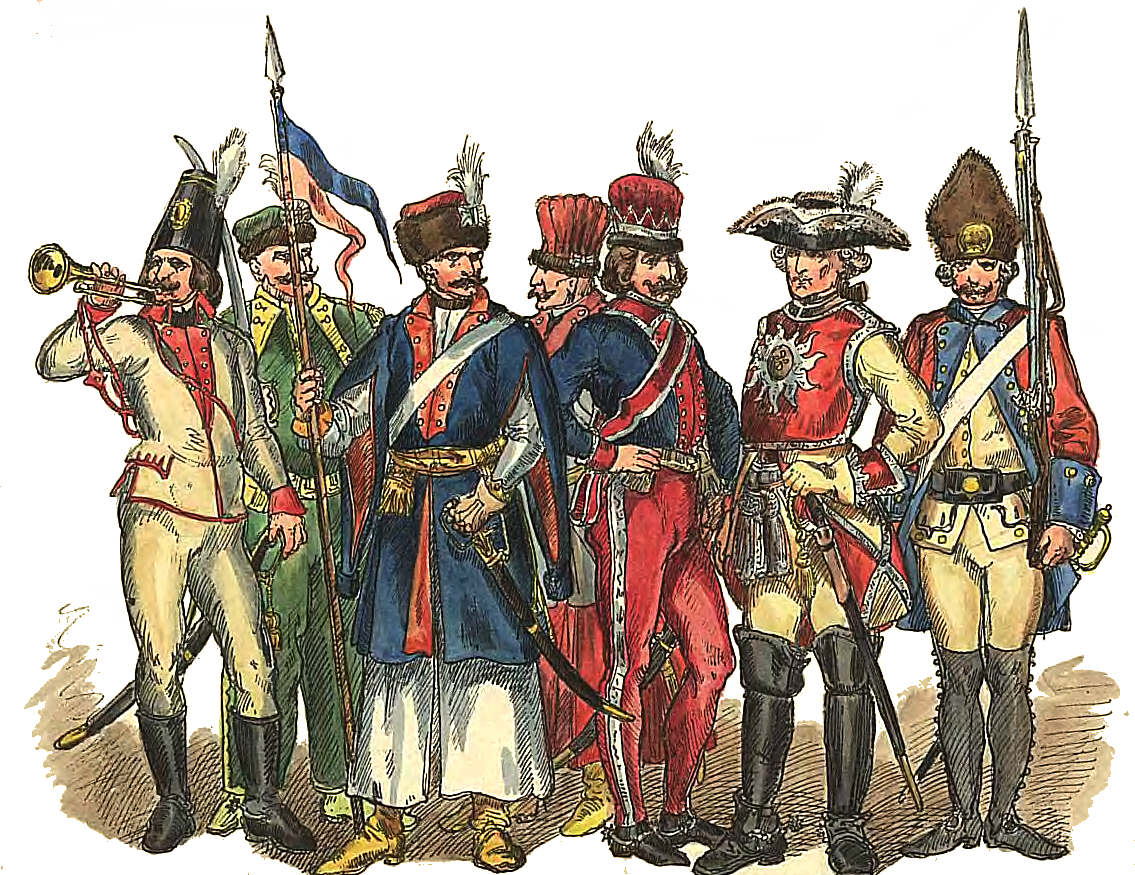
Uniformy polských vojáků z let 1697–1795 (sklonek I. Republiky)
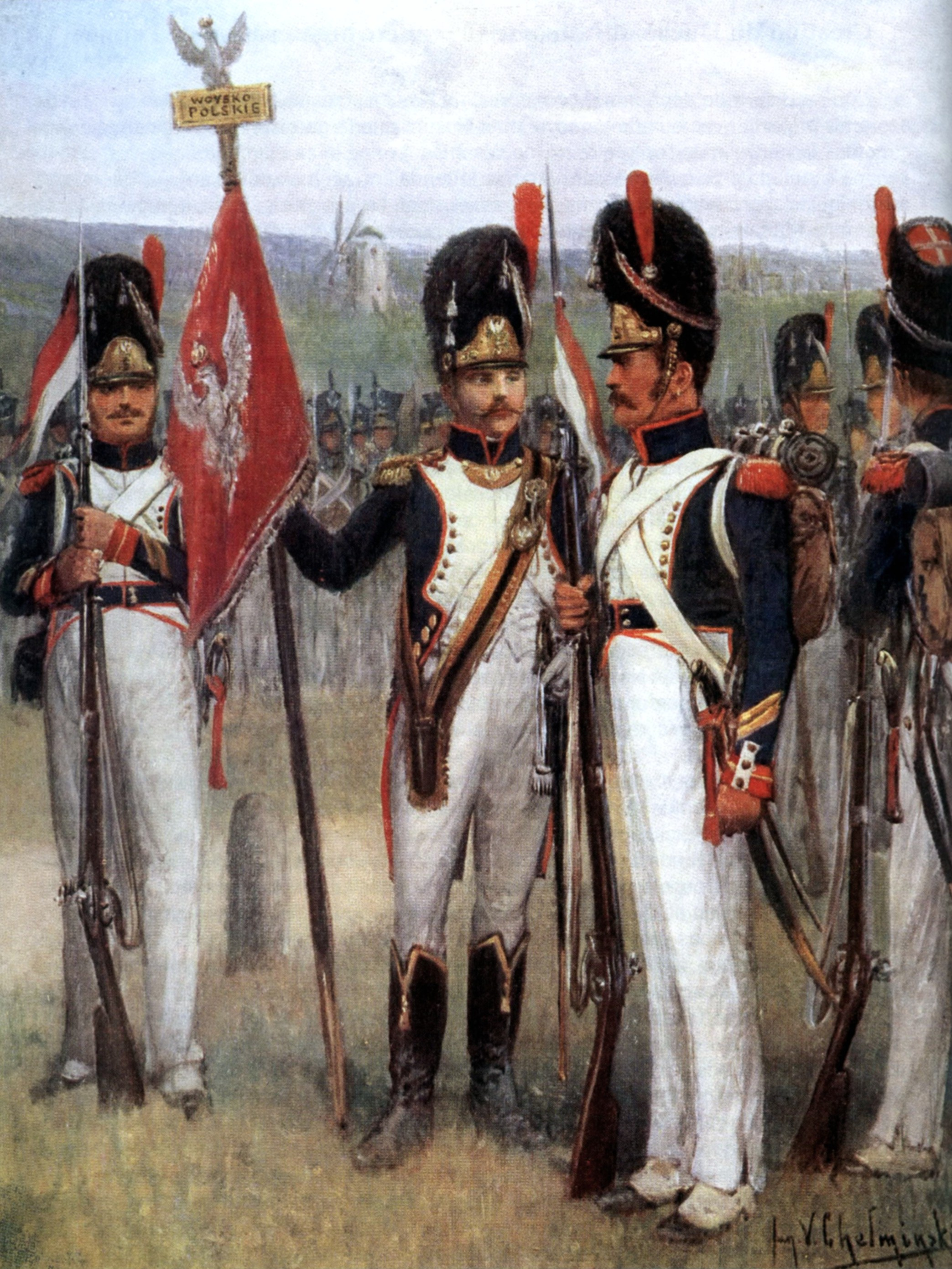
Uniformy polských vojáků z období Varšavského knížectví 1807–1815
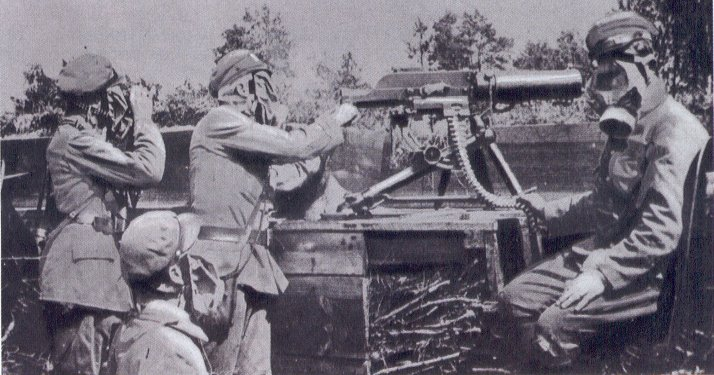
Polská legie v první světové válce
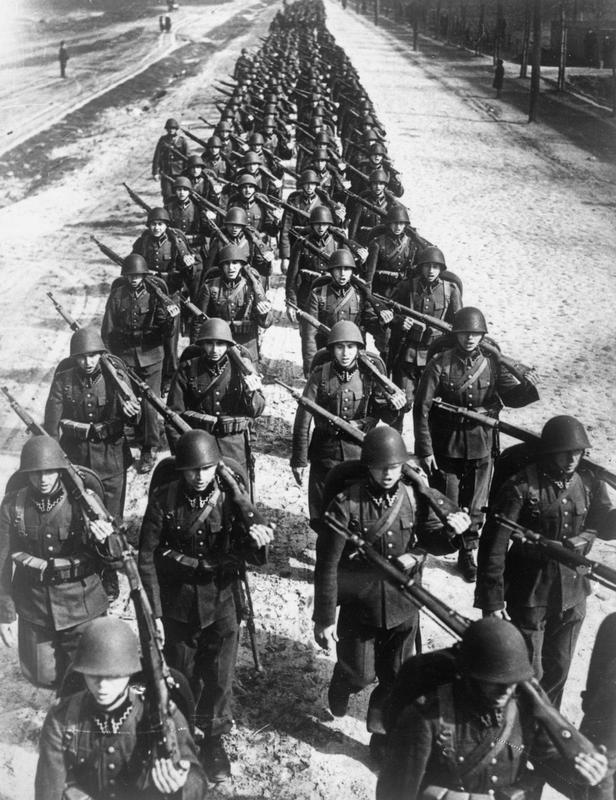
Polská pěchota v 1939 roce
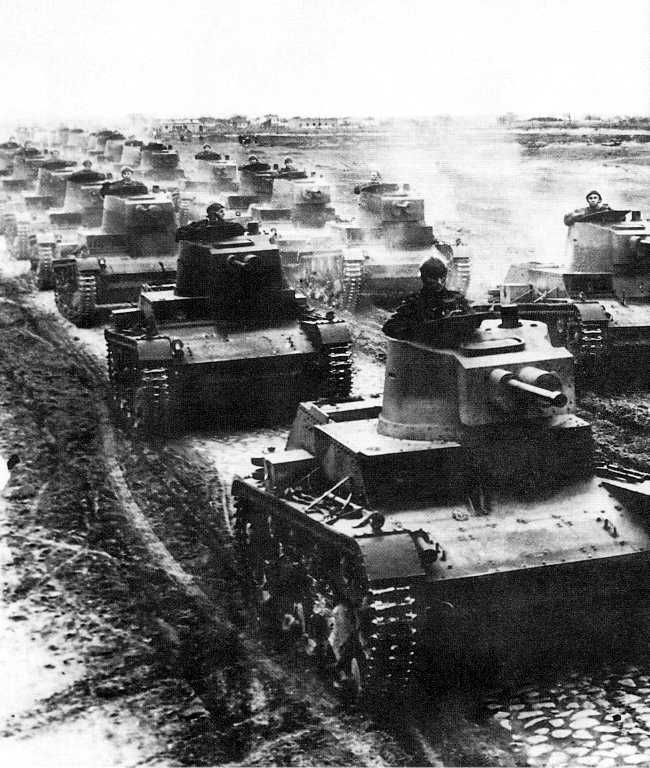
Polská jednotka tanků 7TP - 1939
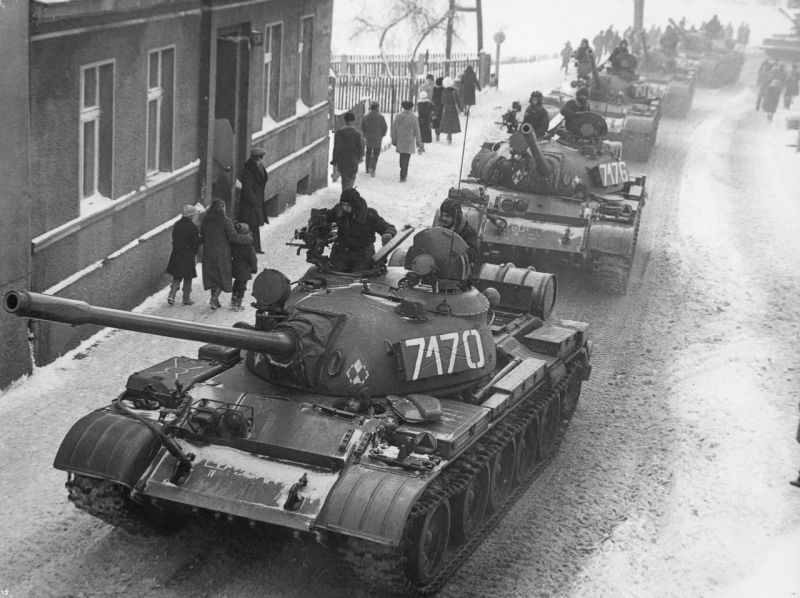
Tanky T-55A polské lidové armády v době výjimečného stavu 1981–1983
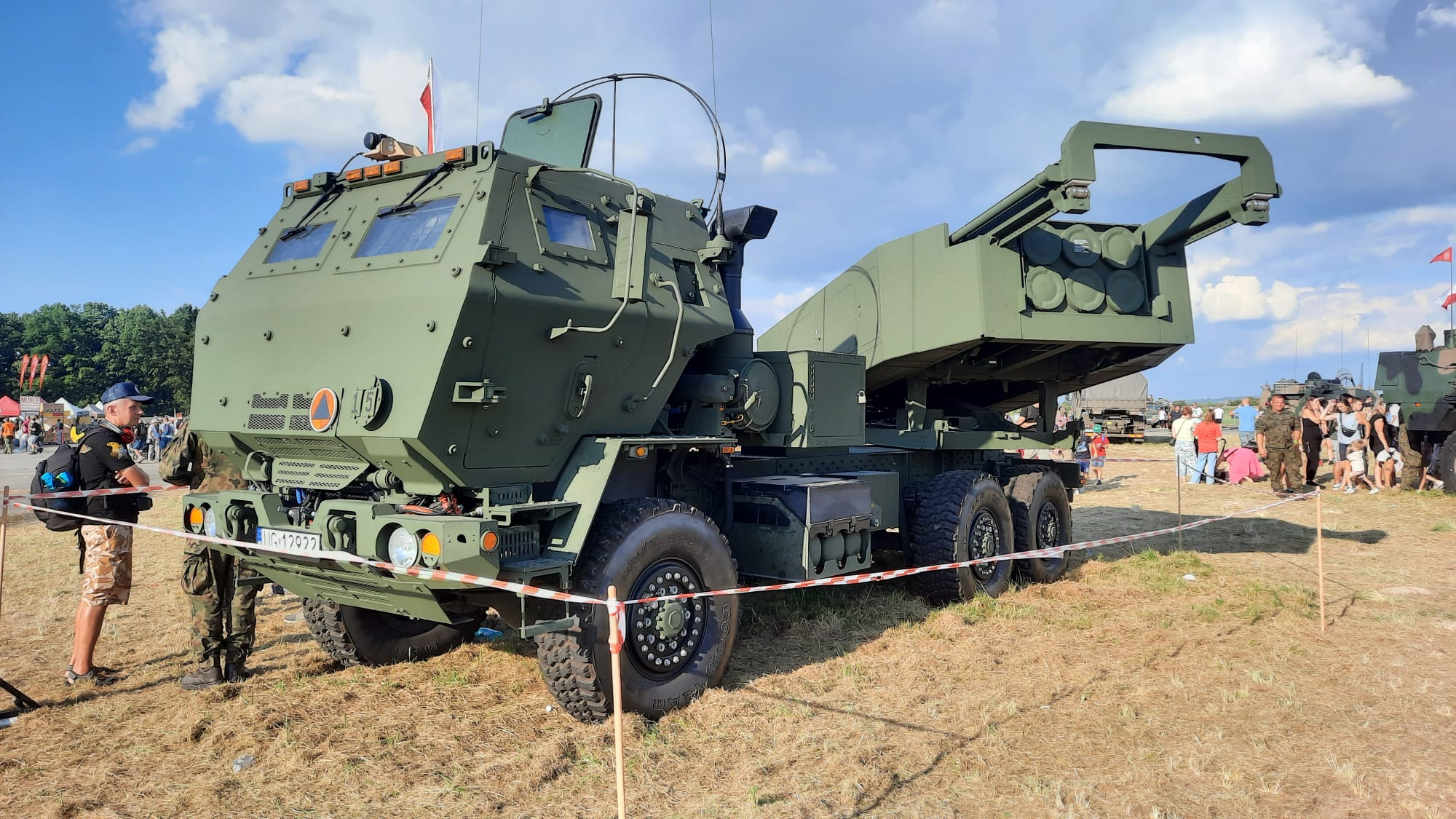
Lehký salvový raketomet M142 HIMARS
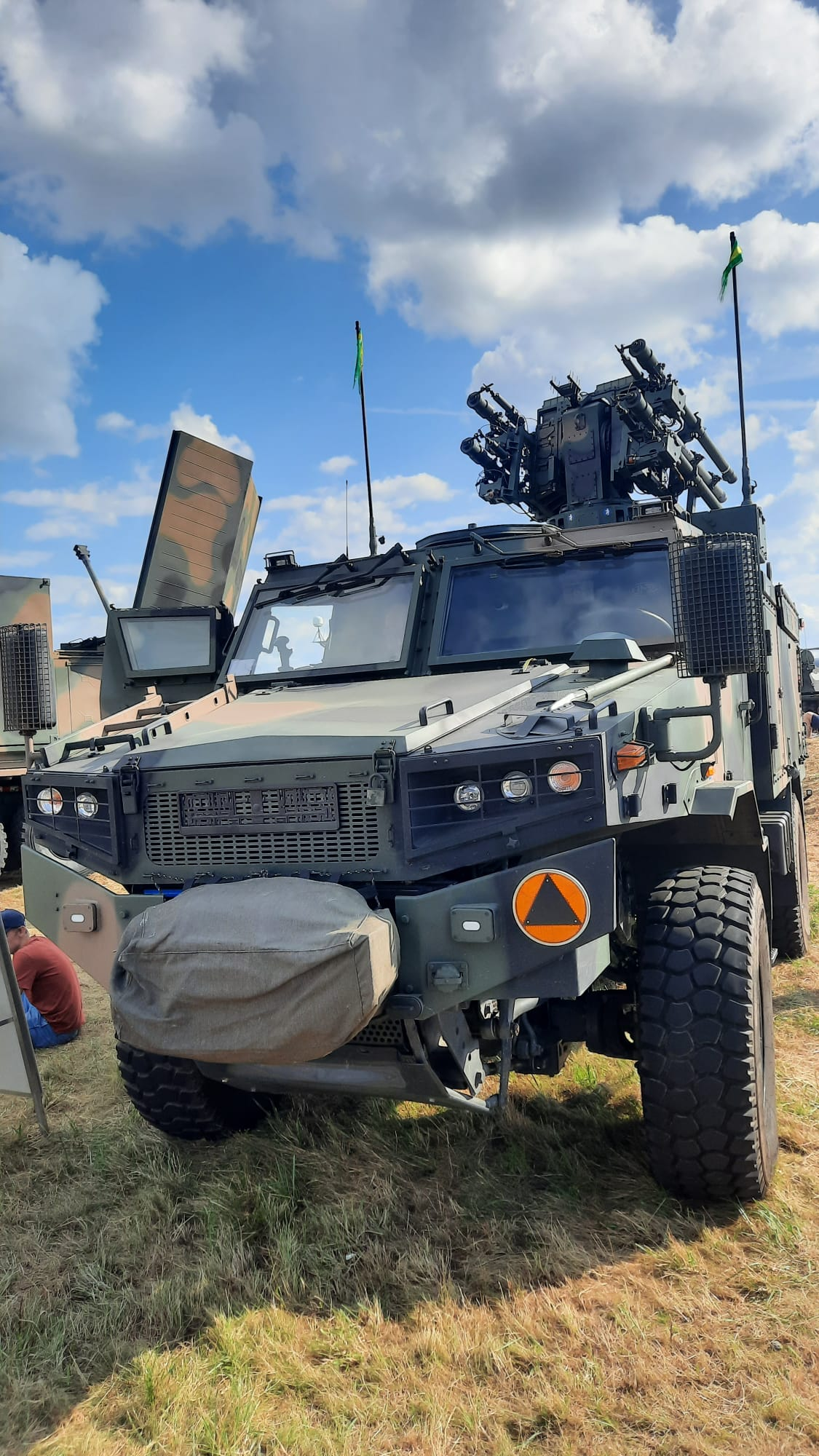
Protiletadlový raketový komplet SPZR Poprad
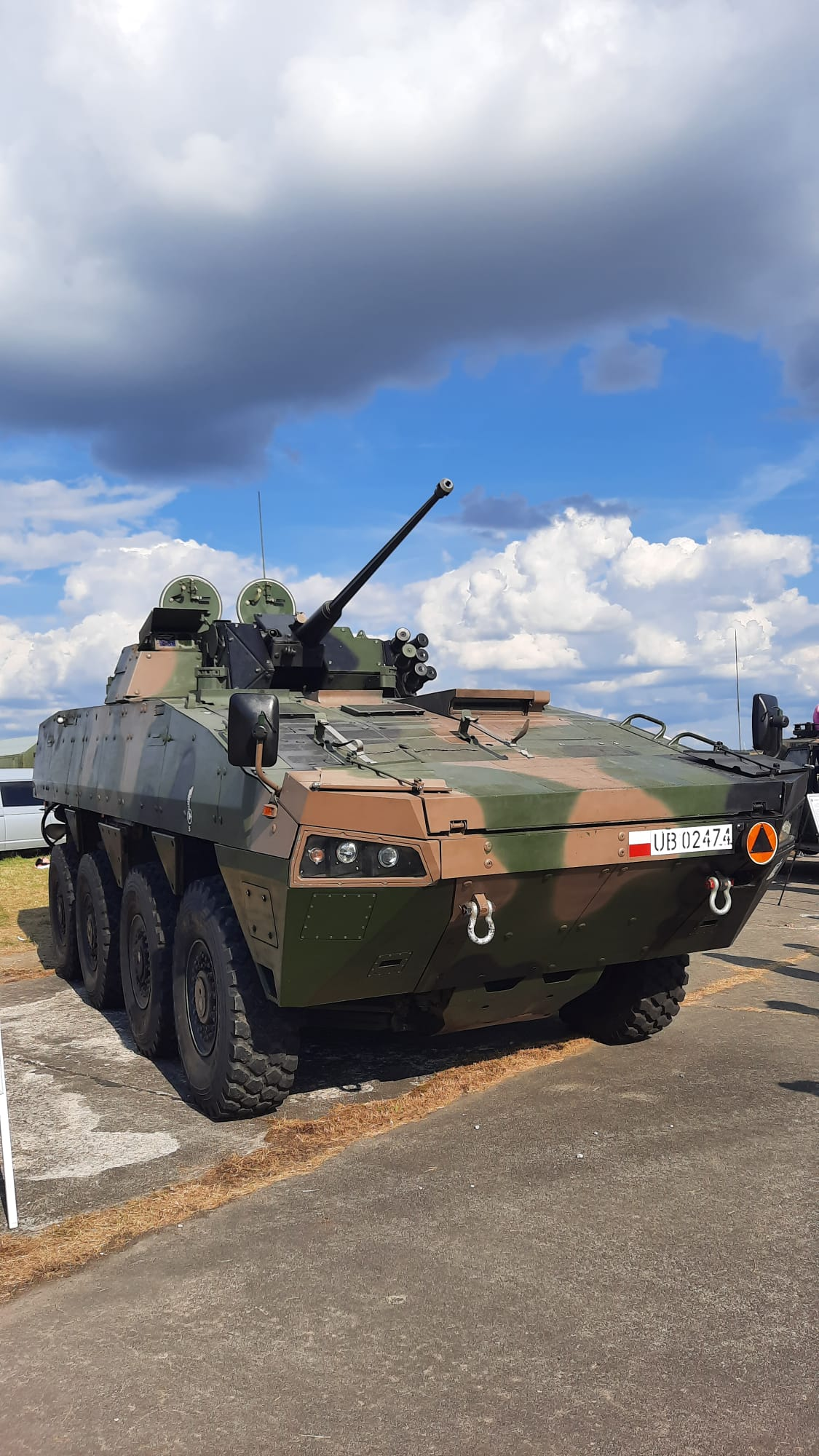
Kolový obrněný transportér KTO Rosomak